# 1re cérémonie des Lumières

La 1re cérémonie des Lumières de la presse internationale, nommée alors Lumières de Paris, s'est déroulée le 29 janvier 1996. Elle fut présentée par Frédéric Mitterrand et s'est déroulée dans les salons de l'hôtel de ville de Paris. Elle a été présidée par Isabella Rossellini et a été diffusée par Paris Première.[réf. nécessaire]

## Palmarès
- Meilleur film :
  - La Haine de Mathieu Kassovitz
- Meilleur réalisateur :
  - Mathieu Kassovitz pour La Haine
- Meilleure actrice :
  - Isabelle Huppert pour le rôle de Jeanne dans La Cérémonie
- Meilleur acteur :
  - Michel Serrault pour le rôle de Pierre Arnaud dans Nelly et Monsieur Arnaud
- Meilleur scénario :
  - Gazon maudit – Josiane Balasko et Patrick Aubrée
- Meilleur film étranger :
  - Underground de Emir Kusturica
- Prix d'honneurs[1] :
  - Catherine Deneuve
  - Charlotte Rampling